# Spark (電視劇)
《Spark》（韓語：스파크）是羅鐘贊、南寶拉主演的網劇，由Cube 娛樂與iHQ製作，7月25日起，每周一至周四於Naver TVcast播出，共12集。

## 劇情
《Spark》講述因為意外而全身通電的男人，與他有著扯也扯不開的女人之間，如同夏日夜晚公演的輕鬆迷你愛情喜劇。
南寶拉飾演努力打工的學生宋河娜，羅鍾贊飾演頂級偶像團體Dexter的隊長尹可溫。

## 演員列表

### 主要人物
- 南寶拉 飾演 宋河娜
- 羅鐘贊 飾演 尹可溫
- Yeo One (Pentagon)飾演 知勝
- 朱多英 飾演 元彩京
- 朴真珠 飾演 楊真順
- 金基斗 飾演 奉九

### 其他人物
- Hui飾演 Dexter成員
- E'Dawn 飾演 Dexter成員
- Yuto飾演 Dexter成員
- Woo Seok 飾演 Dexter成員

## OST
| 年份 | 發佈日期 | 歌手                | 歌曲名稱                | MV                     |
| ---- | -------- | ------------------- | ----------------------- | ---------------------- |
| 2016 | 7月16日  | 제이머스 Jeimeoseu  | 웃어줄래 Will You Smile | （页面存档备份，存于） |
| 2016 | 7月16日  | 김유진 Kim Yu Jin   | 한걸음씩 One Step       |                        |
| 2016 | 8月2日   | 유재환 Yoo Jae Hwan | 청춘향기 Youth Scent    | （页面存档备份，存于） |

## 外部連結
- Spark 官方網站 (1-12集)[]
- Spark OST Part 1（页面存档备份，存于）
- Spark OST Part 2（页面存档备份，存于）
- Spark 網路見面會（页面存档备份，存于）
- Asia Dramatic TV 日本播放（页面存档备份，存于）